# Wesoła
Wesoła är ett distrikt i sydöstra Warszawa. Wesoła har 18 482 invånare.